# グリシントランスアミナーゼ
グリシントランスアミナーゼは、次の化学反応を触媒する酵素である。
グリシン + 2-オキソグルタル酸 {\displaystyle \rightleftharpoons } グリオキシル酸 + L-グルタミン酸
この酵素の基質はグリシンと2-オキソグルタル酸で、生成物はグリオキシル酸とL-グルタミン酸である。
この酵素は転移酵素のうち窒素基を転移させるトランスアミナーゼに属する。系統名はglycine:2-oxoglutarate aminotransferaseで、別名にglutamic-glyoxylic transaminase, glycine aminotransferase, glyoxylate-glutamic transaminase, L-glutamate:glyoxylate aminotransferase, および glyoxylate-glutamate aminotransferaseがある。補因子としてピリドキサールリン酸を使用する。